# Haute Route Chamonix-Zermatt
« Haute Route » redirige ici. Pour les autres significations, voir Haute Route (homonymie).
La Haute Route Chamonix-Zermatt (ou High Level Road en anglais), souvent abrégée en Haute Route ou Chamonix-Zermatt, est le nom donné à plusieurs itinéraires de haute montagne entre Chamonix en France et Zermatt en Suisse. Cinq à sept jours sont généralement nécessaires pour effectuer la liaison, à ski ou à pied suivant la saison.

## Historique
Les alpinistes se sont d'abord intéressés à la conquête des sommets alpins par leur voie normale de sorte que, en 1865, tous les sommets remarquables avaient été conquis à l'exception de la Meije. La randonnée alpine n'était alors, pour les pionniers de l'alpinisme, qu'un moyen permettant de rejoindre le prochain sommet à gravir au cours de leur saison estivale. 
L'Alpine Club donne ses lettres de noblesse à la randonnée alpine en inaugurant, en 1861, un itinéraire d'été entre Chamonix et Zermatt qu'ils baptisent « High Level Road » ou Haute Route. L'itinéraire passe par les hauts cols praticables séparant les vallées et évitant de descendre jusqu'à la plaine.
Mais c'est en 1903, lors  de sa seconde saison de pratique du ski de randonnée, que le Français Michel Payot ouvre un itinéraire en hiver. Le 24 février 1902, accompagné des guides Alfred Simond, Joseph Ravanel, Joseph Couttet et René Payot, il avait déjà réalisé un exploit en ouvrant en 14 heures, la liaison à ski Chamonix-Courmayeur par le col du Géant. Le 17 février 1903, avec les trois premiers guides, ils partent de Chamonix pour arriver à Zermatt dans la nuit du 21 février épuisés et affamés.
Depuis l'origine, il n'y a pas une seule Haute Route, mais plusieurs itinéraires qui peuvent se combiner. Le sens le plus pratiqué est de Chamonix à Zermatt, mais le sens inverse est possible.

## Itinéraires
Le terme de « haute route » est galvaudé si on considère l'itinéraire dans son ensemble.
En effet, à moins de choisir un parcours sud, qui suit au plus près la crête frontière valaisanne entre Suisse et Italie par le col du Grand-Saint-Bernard, puis en rejoignant les hauts glaciers par Valsorey ou le Valpelline, il faut, après être redescendu du versant suisse du massif du Mont-Blanc (en général à Champex), traverser soit le val de Bagnes (Le Châble - Verbier), soit le val d'Entremont (Orsières, Saint-Bernard), soit le val Ferret (La Fouly - Praz de Fort). Dans tous les cas, une vallée habitée est empruntée par l'itinéraire, de sorte que les randonneurs auront généralement recours au bus ou au taxi afin d'éviter un parcours de liaison fastidieux.
Ce n'est qu'à partir du barrage de Mauvoisin que l'on s'élève durablement, pour ne redescendre qu'à Zermatt. 
La durée habituelle des raids encadrés intégraux est de 6-7 jours. Ceux qui ne s'attachent pas à parcourir l'itinéraire historique depuis Chamonix, se contentent d'un parcours raccourci entre Verbier ou Bourg-Saint-Pierre et Zermatt, n'intégrant pas la traversée du massif du Mont-Blanc.

### Ski de randonnée
- La Haute Route classique en 7 étapes : Argentière, refuge Albert-Ier, cabane du Mont Fort (de), cabane de Prafleuri, cabane des Dix, cabane des Vignettes, cabane de Bertol, Zermatt.
- La Haute Route historique par le plateau du Couloir.
- La Haute Route intégrale, réalisable en 8 étapes et passant par le Col du Grand Saint-Bernard.
- La Haute Route « à l’envers », au départ de Zermatt et en direction de Chamonix.

### Marche
Les étapes peuvent être proches ou identiques  de celles de l'itinéraire à ski, mais il est possible d'opter pour une haute-route, moins alpine, en 10 jours :
- jour 1 : Chamonix-Trient par le col de Balme ;
- jour 2 : Trient- Champex-Lac par la Fenêtre d'Arpette ;
- jour 3 : Champex-Lac-cabane de Mille avec transfert jusqu'à Bourg-Saint-Pierre ;
- jour 4 : cabane de Mille-cabane de Louvie ;
- jour 5 : cabane de Louvie-cabane de Prafleuri par le col de Prafleuri ;
- jour 6 : cabane de Prafleuri- Arolla Les Haudères par le col de Riedmatten ;
- jour 7 : Arolla Les Haudères-Grimentz par les cols de Torrent et de Sorrebois ;
- jour 8 : Grimentz-Grüben meiden par le col de Forclettaz ;
- jour 9 : Grüben meiden-Saint Niklaus par le col d'Augstbord (de) ;
- jour 10 : Saint Nicklaus-Zermatt par Täsch.

## Praticabilité

### Période estivale
Cette période court de mi-juin à mi-septembre, voire plus tard si on s'accommode de la fermeture des refuges. Le parcours en début de saison implique la subsistance de névés, ce qui tend à faciliter physiquement certains passages, mais les rend techniquement plus délicats.

### Période hivernale et printanière
Au printemps, la période pendant laquelle les refuges sont ouverts s'étend de mi-mars à début mai. La fermeture des remontées mécaniques des Grands Montets, vers le 8 mai, entraîne celle des refuges de la Haute Route.
Certains skieurs parcourent la Haute Route dès la fin février mais, sauf exception, il est vivement conseillé de ne pas traverser les glaciers très crevassés avant la mi-mars. En revanche, certaines descentes se finissant en dessous de 2 000 m, parfois dans des secteurs assez ensoleillés, le portage devenant inévitable souvent dès le 20 avril. Les parties déneigées peuvent être l'arrivée à Champex, l'arrivée à la cabane de Chanrion, ou la partie plate avant les remontées de Füri pour Zermatt (jusqu'à 2-3 h de marche en fin de saison).

## Records en ski-alpinisme
Le record masculin est détenu, depuis le 11 avril 2023, par les Français Samuel Equy et Benjamin Védrines en 14 h 54 ; le précédent record datait du 21 mars 2016 par Bastien Fleury et Olivier Meynet en 16 h 35. Le 5 avril de la même année, le Gallois Calum Muskett a mis 24 h 30 pour parcourir  seul et sans assistance ce même itinéraire, pulvérisant le record d'Aaron Rolfe qui avait mis un peu moins de 35 h en 2021.
Les 6 et 7 avril 2021, Valentine Fabre et Hillary Gerardi ont établi le premier record féminin en 26 h 21. Il faut attendre quatre ans pour que ce record soit battu par Gaëlle Perrier et Clara Masserey. Du 4 au 5 avril 2025, les deux cousines, non professionelles de la montagne, originaires de Nendaz en Suisse, mettent 23 h 35 pour rallier Chamonix à Zermatt.